# Димитър Жулев
Димитър Александров Жулев е участник в комунистическото съпротивително движение по време на Втората световна война. Партизанин в Партизански отряд „Панайот Волов“. Политик от Българската комунистическа партия, министър и дипломат.

## Биография
Димитър Жулев е роден на 25 май 1925 г. в с. Лесичово. От 1939 година е член на РМС, а през 1944 и на БРП (к).
Първоначално участва в комунистическото движение по време на Втората световна война като ятак. Партизанин в Партизански отряд „Панайот Волов“ през 1944 година. След 9 септември 1944 г. е кмет на родното си село. Бил също така и председател на трудово-кооперативното земеделско стопанство. Между 1950 и 1961 г. работи в Министерството на вътрешните работи.
От 1969 до 1972 г. първи секретар на Окръжния комитет на БКП в Пазарджик и Благоевград. Между 1971 и 1990 година е член на ЦК на БКП. От 1969 година е първи секретар на ОК на БКП в Пазарджик. В периода 1972 – 1981 е министър без портфейл в правителството на Станко Тодоров, а след това през 1981 – 1986 на Гриша Филипов.
От 1972 до 1986 година е посланик на България в СССР, а през 1987 – 1991 е посланик на България във Великобритания. Постоянен представител на България в Международната морска организация. Награждаван е с два ордена „Георги Димитров“ и орден „13 века България“.